# Izlastnoimenski pridevnik
Izlastnoimenski pridevniki so svojilni ali vrstni pridevniki, izpeljani iz osebnega, stvarnega ali zemljepisnega lastnega imena. Tvorjeni so lahko z različnimi priponskimi obrazili, in sicer:
- svojilni izlastnoimenski pridevniki z obrazili:
  - -ov, -ev ali -in (npr. Tonetov, Kettejev, Aničin) – zapisujejo se z veliko začetnico;
- vrstni izlastnoimenski pridevniki z obrazili:
  - -ski, -ovski/-evski, -anski (npr. burbonski (< Burboni), alpski (< Alpe), harvardski (< Harvard); adamovski (< Adam), cankarjevski (< Cankar); cankarjanski (< Cankar) – zapisujejo se z malo začetnico (razen kadar pravopisna pravila zahtevajo zapis z veliko kot sestavine lastnih imen, na primer Triglavska jezera);
  - -ov, -ev ali -in – raba velike oz. male začetnice je bolj problematična in se v dejanski rabi pogosto razlikuje od pravopisnih norm. Po pravopisu jih zapisujemo z malo začetnico (adamovo jabolko, parkinsonova bolezen), z veliko se pa lahko pišejo tedaj, kadar zaznamujejo duhovno last (npr. Pitagorov izrek).

## Začetnica vrstnih izlastnoimenskih pridevnikov z obrazili -ov, -evali -in
Slovenski pravopis določa zapis z malo začetnico (na primer adamovo jabolko, blagajev volčin, marijini laski, parkinsonova bolezen), če pa gre za izražanje duhovne lasti, pa dopušča tudi veliko začetnico (pitagorov/Pitagorov izrek; ohmov/Ohmov zakon; tudi če gre za preneseni pomen: ahilova/Ahilova peta; tantalove/Tantalove muke). Se pa v sodobnih jezikovnih priročnikih, slovarjih in jezikovni rabi srečujemo z mnogimi zapisovalnimi dvojnicami izlastnoimenskih pridevnikov na -ov, -ev ali -in, zlasti to velja za pridevnike v stalnih besednih zvezah in frazemih (npr. Zoisova – zoisova – cojzova zvončnica; Kneippova – kneippova – knajpova kava).